# Petersburg (Kentucky)
Petersburg – jednostka osadnicza w Stanach Zjednoczonych, w stanie Kentucky, w hrabstwie Boone.